# Bivibranchia notata
Bivibranchia notata är en fiskart som beskrevs av Richard P. Vari och Goulding, 1985. Bivibranchia notata ingår i släktet Bivibranchia och familjen Hemiodontidae. Inga underarter finns listade.